# Kalous americký
Kalous americký (Asio stygius) je druh sovy patřící do čeledi puštíkovití (Strigidae) a rodu kalous (Asio). Druh popsal Johann Georg Wagler v roce 1832 a je známo celkem 6 poddruhů. Mezinárodní svaz ochrany přírody mu přiřadil status málo dotčený.

## Taxonomie
Kalous americký patří do čeledi puštíkovití (Strigidae) a rodu kalous (Asio). Existuje celkem šest poddruhů:
- Asio stygius barberoi W. Bertoni, 1930
- Asio stygius lambi R. T. Moore, 1937
- Asio stygius noctipetens Riley, 1916
- Asio stygius robustus L. Kelso, 1934
- Asio stygius siguapa (d'Orbigny, 1839)
- Asio stygius stygius (Wagler, 1832)

Druh popsal Johann Georg Wagler v roce 1832, odborné druhové jméno pochází od názvu mytické řeky Styx, přičemž znamená něco jako „ponurý a temný”. V Brazílii se jí říká „ďáblova sova”.

## Výskyt
Kalous americký je ptákem neotropické oblasti, vyskytuje se od severozápadního a východního Mexika přes Střední a Jižní Ameriku až do oblastí jižní Brazílie, severní Argentiny a obývá také celý Paraguay.
Převážně dává přednost životu ve vysokohorských oblastech od 700 do 3000 metrů nad mořem, naopak nevyhledává nížiny. Nejčastěji se vyskytuje v různých typech lesů, v jihovýchodní části Brazílie a v Belize byl však pozorován při lovu i na savanách.

## Popis
Kalous americký je středně velký druh sovy, je velký 38 až 46 cm a s hmotností 691 až 675 g, přičemž samice dosahují větší velikosti. Ocas je dlouhý 16,5 až 19,8 cm a křídla dlouhá 29,1 až 38 cm. Druh patří mezi sovy s „oušky”, která jsou u kalouse amerického výrazná. Vztyčí se především, když je zvíře neklidné. Zbarvení je tmavohnědé s bledými skvrnami na zadní straně těla, spodní část těla je tmavě nažloutlá s hnědými znaky. Rovněž ocas je tmavohnědý a relativně krátký. Obličejový disk má hnědé zbarvení s bílým okrajem, oči jsou žluté a roste nad nimi bíle zbarvené obočí. Nedospělí jedinci mají temně modré duhovky.
Druh se podobá kalousovi ušatému (Asio otus), avšak ten dosahuje menší velikosti, dále kalousovi páskovanému (Pseudoscops clamator) a kalousovi pustovka (Asio flammeus).

## Chování
Kalous americký je noční zvíře, den tráví ukrytý ve vegetaci. Létá pomalu a klouzavě. Samci kalousů amerických se ozývají hlubokým zvukem „whuof” v intervalech okolo 3–5 sekund (ptáci z Kuby mají intervaly delší), samice jim někdy odpovídají zvukem „miah”. Druh se živí pravděpodobně převážně jinými ptáky, část jídelníčku tvoří také menší savci. Dovede zdolat ptáky malé, jako je jakarini modročerný (Volatinia jacarina), i větší o velikosti holuba. Žere rovněž netopýry, které lapá za křídla.
O rozmnožování nebylo zjištěno dostatečné množství informací. Samec láká samici plácáním křídel za letu, samec a samice pak spolu komunikují zvuky podobnými „wak, wak, wak”, když jsou vzrušení. Samice naklade dvě vejce do hnízda, které může být umístěno jak na zemi, tak ve větvích stromů. O mláďata se stará samec i samice; mláďata dožadující se potravy se ozývají zvuky „čít”.

## Ohrožení
I přes velký areál rozšíření je o tomto druhu známo málo a úroveň ohrožení je nejistá. Sova je zabíjena lidmi a následkem ztráty přirozeného prostředí populace klesá, přesný pokles je neznámý, avšak nezdá se být vysoký. Mezinárodní svaz ochrany přírody kalousovi americkému přiřadil status málo dotčený kvůli rozsáhlému areálu výskytu a početné relativně stabilní populaci silně přesahující 10 000 jedinců, z čehož obojí nesplňuje kritéria pro zařazení mezi zranitelné druhy.